# دينيس أولينيك
دينيس أولينيك (بالأوكرانية: Олійник Денис Вікторович) هو لاعب كرة قدم أوكراني في مركز نصف الجناح، ولد في 16 يونيو 1987 في زابوريجا في أوكرانيا. شارك مع منتخب أوكرانيا تحت 21 سنة لكرة القدم ومنتخب أوكرانيا لكرة القدم. أما مع النوادي، فقد لعب مع أرسنال كييف ودينامو كييف وفيتيسه آرنهم ونادي دنيبرو دنيبروبتروفسك ونادي ميتاليست خاركيف.

## وصلات خارجية
- دينيس أولينيك على موقع الاتحاد الأوربي (الإنجليزية)
- دينيس أولينيك على موقع اتحاد أوكرانيا (الإنجليزية)
- دينيس أولينيك على موقع قاعدة بيانات كرة القدم.إي يو (الإنجليزية)
- دينيس أولينيك على موقع ناشيونال فوتبول تيمز (الإنجليزية)
- دينيس أولينيك على موقع Soccerway.com (الإنجليزية)
- دينيس أولينيك على موقع عالم كرة القدم.نت (الإنجليزية)
- دينيس أولينيك على موقع AS.com (الإسبانية)